# Petr Chaadaev
Petr Chaadaev (né le 21 juillet 1987 à Moscou) est un sauteur à ski biélorusse.

## Palmarès

### Championnats du monde de vol à ski
| Épreuve / Édition | Planica 2004 |
| Individuel        | 44e          |
| Par Equipes       | 10e          |

### Coupe du Monde
- Meilleur classement final: 77e en 2007.
- Meilleur résultat: 24e.